# Ден Білзерян
Ден Білзерян (англ. Dan Bilzerian; нар. 7 грудня 1980 року, Тампа, Флорида, США) — американський венчурний капіталіст вірменського походження, гравець в покер і актор.

## Покерна кар'єра
Найбільш помітного успіху в професійному покері Ден домігся на головному турнірі Світової серії покеру в 2009 році. Він з'явився в 6 епізодах телевізійного шоу, присвяченого цьому турніру. У підсумковому протоколі Білзерян розташувався на 180 місці, його виграш склав 36 626 доларів. Є одним із засновників покер-руму Victory Poker. У 2010 році в Твіттері покерного журналу Bluff був названий одним з найбільш смішних гравців. 9 березня 2011 року, уклавши парі на 385 000 доларів, брав участь у дружніх автомобільних перегонах з адвокатом і членом Верховного Суду США Томом Голдштейном. Заїзд відбувся на гоночному треку в Лас-Вегасі і закінчився перемогою Дена. Білзерян керував автомобілем AC Cobra 1965 року випуску, Голдштейн змагався на Ferrari 458 Italia 2010 року.
У грудні минулого року Ден Білзерян уклав партнерську угоду з російським мільярдером Степаном Оборотовим, який вклав гроші в покер-рум Victory Poker.
У листопаді 2011 року Ден Білзерян разом з десятьма іншими гравцями попросив направити гроші, які вони виграли в покер у засудженого за фінансові махінації Бредлі Рудермана, на виплату збитків постраждалим від шахрайства.

## Кар'єра в кіно
У 2013 році Ден Білзерян в якості виконавця трюків брав участь у зйомках фільму «Падіння Олімпу». Інвестував один мільйон доларів у створення фільму «Вцілілий», в якому виконав одну з ролей. Також виконав невеликі ролі у фільмах 2014 року «Інша жінка» і «Праведник». У 2015 році знявся у фільмі «Порятунок» з Брюсом Віллісом.
Так само зіграв епізодичну роль в біографічній військовій комедії «Хлопці зі стволами» (2016).

## Особисте життя
У 1999 році завербувався у флот і пройшов підготовку в тактичному підрозділі ВМС США SEAL. Він стверджує, що його звільнили з SEAL за два дні до закінчення курсу підготовки.У свої 36 років Ден Білзерян вже пережив 2 серцеві напади. Колекціонує зброю. Батько Дена Пол Білзерян — відомий у минулому трейдер з Волл-стріт, засуджений за фінансові махінації, брат Адам Білзерян — також професійний гравець в покер.
У кінці серпня 2018 року Білзерян відвідав Вірменію, потім Нагірний Карабах. Слідче управління Генпрокуратури Азербайджану порушило кримінальну справу стосовно Білзеряна за незаконне відвідування Нагірно-Карабахської Республіки. Щодо Білзеряна порушено кримінальну справу за статтями 228.3 і 318.2 КК Азербайджану. «Займеться пошуками злочинця Інтерпол», — йдеться у заяві Генпрокуратури Азербайджану. У зв'язку з незаконною поїздкою громадянина США Дена Білзеряна на окуповані азербайджанські території в МЗС Азербайджану був викликаний тимчасовий повірений у справах США в країні, де американському дипломату була вручена адресована в Держдепартамент США нота МЗС. Сам Білзерян в інтерв'ю журналу People назвав рішення азербайджанської влади про його арешт «політично мотивованим».